# Vinodol
Vinodol é um município da Eslováquia, situado no distrito de Nitra, na região de Nitra. Tem 14,98 km² de área e sua população em 2018 foi estimada em 2.003 habitantes.

## Demografia
| Ano:        | 1994 | 2004   | 2014   | 2024   |
| ----------- | ---- | ------ | ------ | ------ |
| Broj ljudi: | 1729 | 1891   | 1983   | 2034   |
| Razlika:    |      | +9,36% | +4,86% | +2,57% |

| Ano:               | 2023 | 2024   |
| ------------------ | ---- | ------ |
| Número de pessoas: | 2046 | 2034   |
| Diferença:         |      | -0,58% |